# ドブラ
ドブラ (Dobra) は、サントメ・プリンシペの通貨単位。通貨記号はDb、補助通貨はセンティモ（céntimo、cêntimos）で1ドブラ＝100センティモ。
ドブラは1977年にサントメ・プリンシペ・エスクードと等価として導入された。
サントメ・プリンシペ政府は2009年にポルトガルと協定を結び、ユーロにペッグした固定為替制を導入した。2010年1月1日から1ユーロ = 24,500 STD 。
2018年1月1日に1000分の1のデノミネーションを実施し、通貨名称は変わらないもののISO 4217コードはSTDからSTNに変更されている。1ユーロが24.5 STNに相当する。

## 名称
ドブラの名称は、ポルトガル語のダブルーン（ダブロン金貨）に由来している。

## 貨幣

### 硬貨
2018年のデノミに伴い、新硬貨が10、20、50センティモ、1、２ドブラで発行された。

### 紙幣
1996年から2013年にかけて、500、1,000、5,000、10,000、20,000、50,000、100,000ドブラ紙幣が発行された。このうち100,000ドブラ以外の紙幣には奴隷反乱の指導者レイ・アマドア(英語版)の横顔が描かれている。
2018年のデノミに伴い、新紙幣として5、10、20、50、100、200ドブラ紙幣が発行され、5、10ドブラ紙幣はポリマー素材で発行された。全ての紙幣は表面に様々な蝶の種をあしらっており、裏面は地域の野生動物があしらわれている。